# Langreder

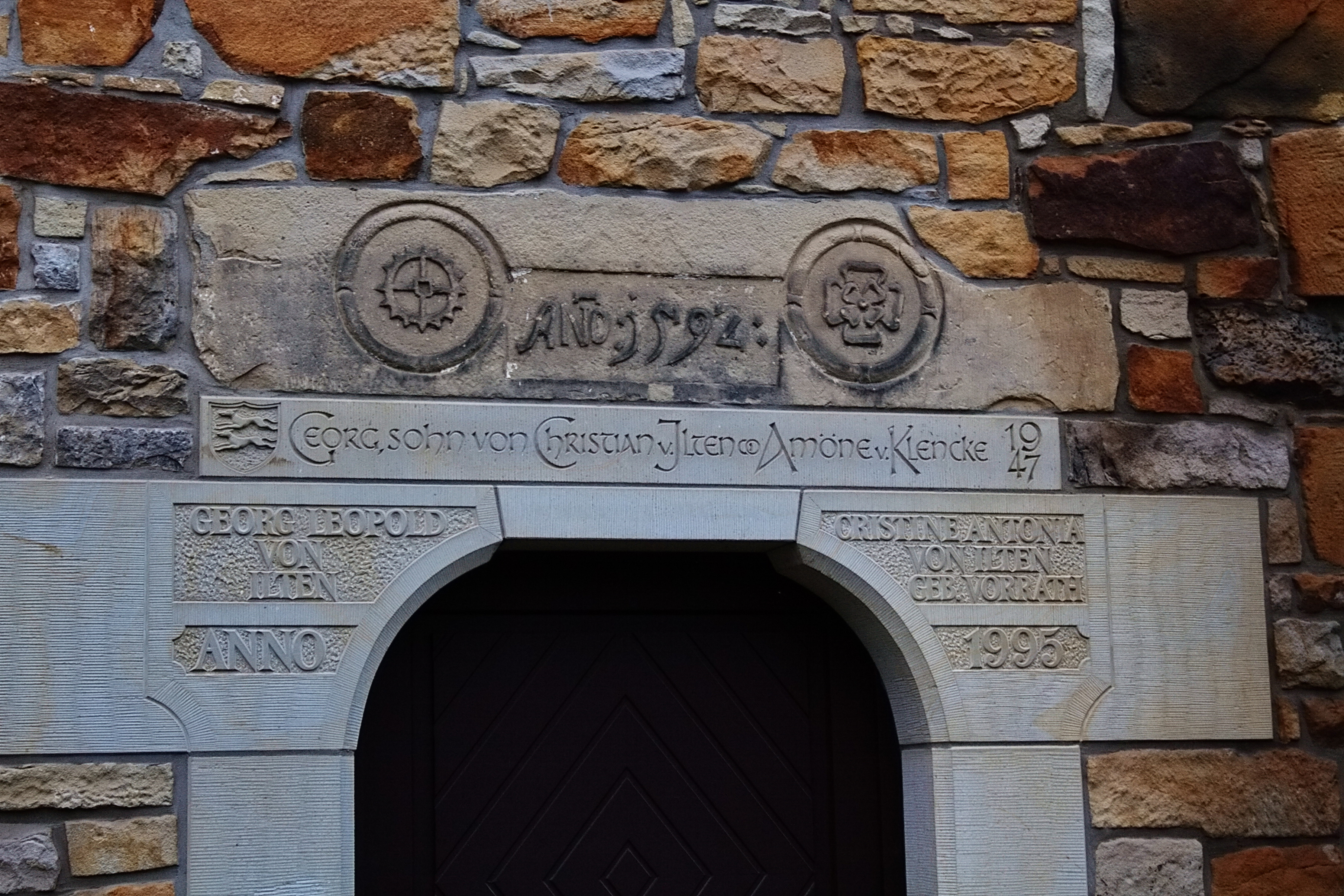
Inschrift an der Wassermühle

Langreder (niederdeutsch Langrär) ist ein Ortsteil der Stadt Barsinghausen in der Region Hannover in Niedersachsen.

## Geografie
Langreder liegt am östlichen Rand des Stadtgebietes von Barsinghausen. Die Landesstraße 401 verbindet Langreder mit dem Ortsteil Leveste der Stadt Gehrden und den Barsinghäuser Stadtteilen Egestorf und Kirchdorf. Südöstlich befindet sich der Gehrdener Ortsteil Redderse.

## Geschichte
Das Dorf „Lanrothere“ (Siedlung bei der Sumpffläche) wird 1161 erstmals urkundlich erwähnt.
Ende des 19. Jahrhunderts wurde von der Straßenbahn Hannover (ab 1921: Üstra) die Straßenbahnlinie 10 eröffnet, die 1898 zunächst von Hannover über Empelde, Benthe bis Gehrden verlief; im Jahr darauf wurde die Linie über Leveste, Langreder, Egestorf bis Barsinghausen verlängert. Mit der Straßenbahn kam auch der elektrische Strom – erst 1914 verfügten alle Orte im Landkreis Hannover über einen Anschluss an das Stromnetz. Bis November 1953 wurde die Straßenbahn auch zur Güterbeförderung (Kartoffeln/Getreide/Rüben/Steine/Kohle) eingesetzt. Die Personenbeförderung war bereits im Jahr zuvor der Omnibuslinie O 10 übertragen worden.

### Eingemeindungen
Am 1. März 1974 erfolgte im Rahmen der Gebietsreform in Niedersachsen die Eingliederung in die Stadt Barsinghausen, die heute über 18 Ortsteile verfügt.

### Einwohnerentwicklung bis zur Eingemeindung
| Jahr | Einwohner | Quelle |
| ---- | --------- | ------ |
| 1812 | 322       | [ 5 ]  |
| 1848 | 454       | [ 6 ]  |
| 1910 | 591       | [ 7 ]  |
| 1925 | 604       | [ 8 ]  |
| 1933 | 572       | [ 8 ]  |
| 1939 | 553       | [ 8 ]  |
| 1950 | 10520     | [ 9 ]  |
| 1961 | 761       | [ 4 ]  |
| 1970 | 787       | [ 4 ]  |
| 1973 | 795       | [ 1 ]  |

## Politik

### Stadtrat und Bürgermeister
Langreder wird auf kommunaler Ebene von dem Rat der Stadt Barsinghausen vertreten. Aus Langreder ist Ratsfrau Marlene Hunte-Grüne (SPD) stellvertretende Bürgermeisterin der Stadt Barsinghausen.

### Wappen
Der Entwurf des Kommunalwappens von Langreder stammt von dem Heraldiker und Grafiker Alfred Brecht, der sämtliche Wappen der Region Hannover entworfen hat. Die Genehmigung des Wappens wurde am 1. August 1961 durch den Regierungspräsidenten in Hannover erteilt.
| Wappen von Langreder | Blasonierung: „In Rot unter goldenem Schildhaupt, darin zwei gekreuzte Schilfkolben mit je zwei Blättern, ein silbernes Widderhorn.“ |
| Wappen von Langreder | Wappenbegründung: Der aus frühester Zeit der Ortsgeschichte bekannte Name, den die Forscher „Siedlung bei der Sumpffläche“ deuteten, und das im Ort ansässig gewesene Adelsgeschlecht „von Langreder“ haben zu den Entwürfen angeregt, die diese Tatsachen im Wappen ausschöpfen. Das Wappen, das im Schildhaupt den Ortsnamen durch die Schilfkolben versinnbildlicht und darunter aus den Wappen der Herren von Langreder in den gegenwärtigen Landesfarben das Widderhorn übernahm, sagt in der richtigen Reihenfolge über den geschichtlichen Ablauf aus. |

## Religion

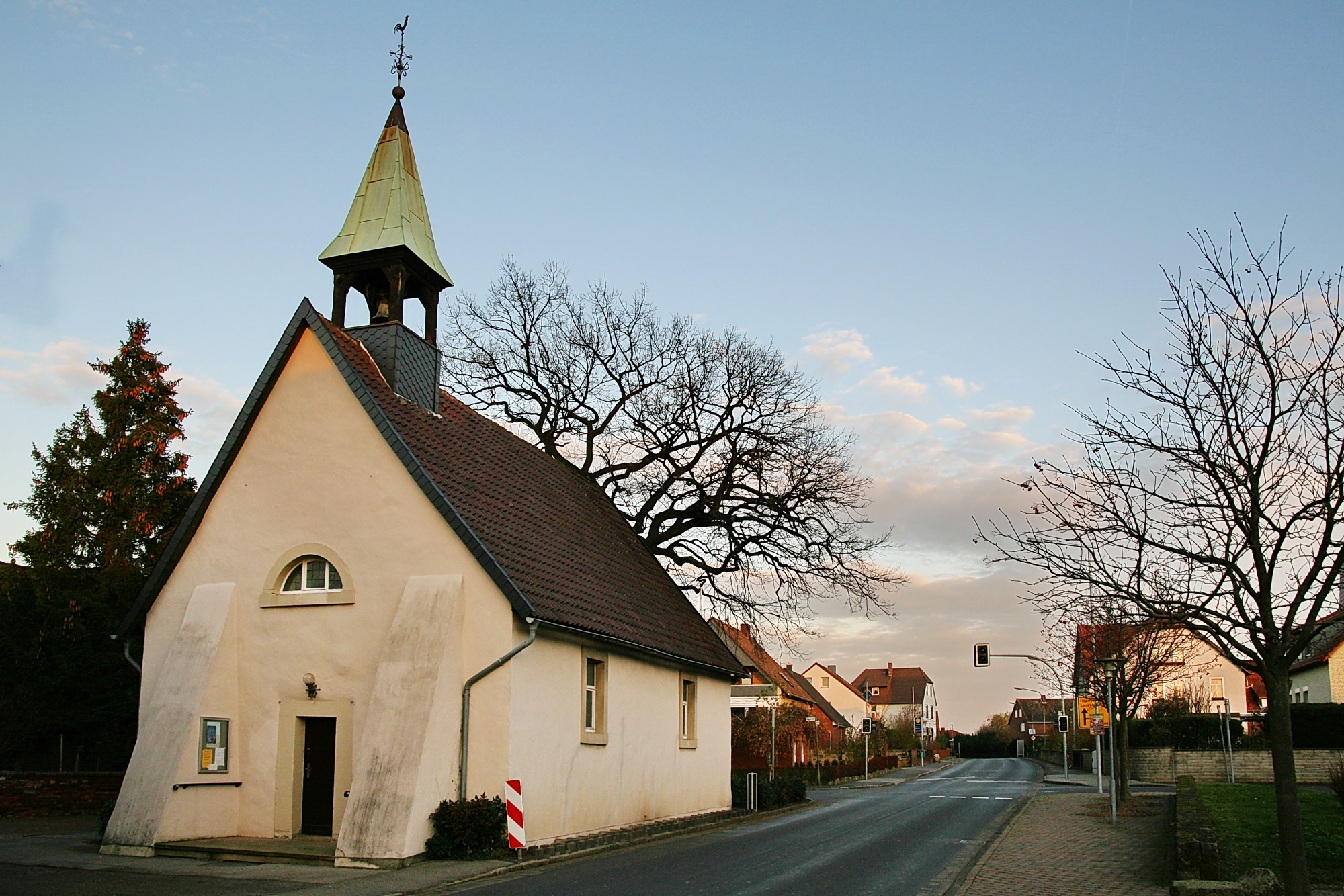
Kapelle aus dem 12. Jh.

Die Kapelle in Langreder gehört zur evangelisch-lutherischen Heilig-Kreuz-Kirchengemeinde mit Sitz in Kirchdorf. Die Katholiken in Langreder sind der Pfarrei St. Bonifatius (Gehrden) zugeordnet.

## Kultur und Sehenswürdigkeiten

### Bauwerke
- Das Herrenhaus des Ritterguts Langreder wurde Anfang des 18. Jahrhunderts als zweistöckiger Fachwerkbau errichtet.
- In einem Gebäude des Gutes, das im Jahr 1578 zur Wassermühle umgebaut wurde, fanden bis 2015 gelegentlich Trauungen statt.[11] Die aus dem 16. Jahrhundert stammende Wassermühle am Gerichtsweg war bis 1959 in Betrieb und steht heute unter Denkmalschutz.
- In der Langreder Kapelle befindet sich ein renovierter Klappaltar auf dem die Ostergeschichte Jesu Christi zu sehen ist.

### Baudenkmäler
→ Siehe: Liste der Baudenkmale in Langreder

### Vereine
- Am 6. November 1910 wurde der Turn- und Sportverein von 1910 Langreder e. V. gegründet
- Seit dem 1. Juli 1893 wird der Chorgesang in Langreder gepflegt. Ursprünglich als Männerchor gegründet ist jetzt der „Gemischte Chor Harmonia Langreder e. V.“ aktiv.
- Die Freiwillige Feuerwehr Langreder wurde am 17. Juli 1920 von 37 Einwohnern der Gemeinde Langreder gegründet

### Sport
Der Fußballverein 1. FC Germania Egestorf/Langreder spielt seit dem Abstieg aus der Regionalliga Nord 2019 in der fünfklassigen Oberliga Niedersachsen. Die Heimspiele werden im Stadion an der Ammerke (1200 Plätze) in Egestorf ausgetragen.

## Persönlichkeiten
Söhne und Töchter des Ortes
- Karl Rothmund (* 1943), Kommunalpolitiker (CDU), ehemaliger Fußball-Sportfunktionär und Bürgermeister der Stadt Barsinghausen